# Bajofondo
Bajofondo [čti bachofondo] je jihoamerická hudební skupina, která se skládá z osmi hudebníků z Argentiny a Uruguaye. Skupina, která si říká „kolektiv skladatelů, zpěváků a umělců“, si dříve říkala „Bajofondo Tango Club“, ale poté, co se jejich tvorba rozšířila na více hudebních stylů, zkrátila své jmeno na „Bajofondo“. Bajofondo je často srovnávána se skupinou Gotan Project.
Jejich raná tvorba v sobě mísila akustické tango a elektronickou hudbu, což byl vyvíjející se styl tanga známý jako „Electrotango“ nebo „Tango Fusion“, který vrátil tango zpět mezi větší povědomí posluchačů. Bajofondo také inovuje svou hudbu styly jako je Drum and Bass, House, Chill Out and Trip-Hop.
Jejich první album, Bajofondo Tango Club, vyšlo v roce 2002 s velkým úspěchem. Druhá deska, která byla sólovým projektem pianisty, DJ a skladatele Luciana Supervielle, byla vřele uvítána přívětivými recenzemi. Nejnovější třetí album Mar Dulce je směs alternativní latinské hudby (Alternative Latin) a moderní hudby z oblasti podél Río de la Plata na hranicích mezi Argentinou a Uruguayí.

## Členové skupiny
- Gustavo Santaolalla – skladatel, zpěv, kytara/bicí, produkce
- Juan Campodónico – skladatel, DJ, produkce
- Luciano Supervielle – skladatel, klavír, scratching, DJ
- Martín Ferrés – bandoneón
- Verónica Loza – zpěv / video jockey
- Javier Casalla – housle
- Gabriel Casacuberta – baskytara
- Adrian Sosa – bubny

## Diskografie
- Bajofondo Tango Club – 2002
- Remixed – 2006
- Mar Dulce – 2007
- Presente -- 2013

- Supervielle – 2004 (sólový projekt Luciana Supervielle)